# كهف بارادلا
يعد نظام كهوف بارادلا دوميكا في المجر أحد أطول الأنظمة التي تم البحث عنها، حيث تمت زيارتها لعدة قرون بسبب النوازل.

## معرض

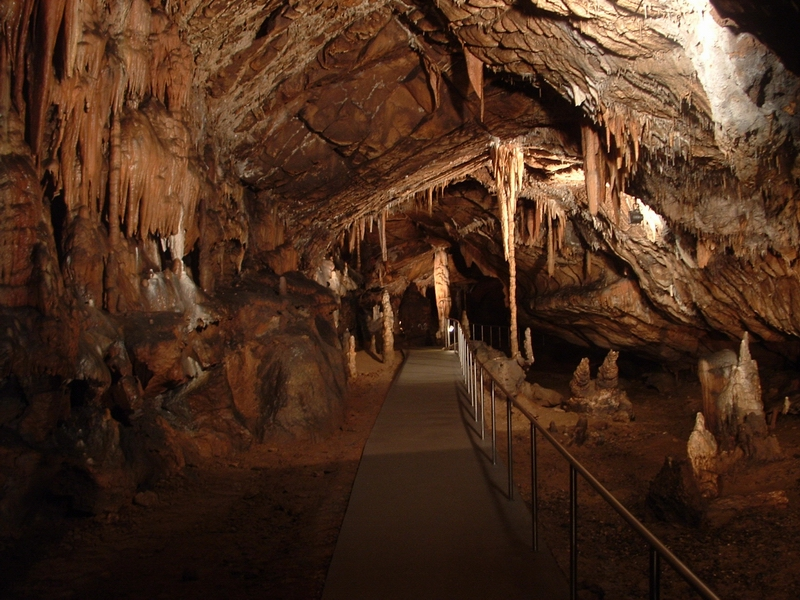
منتزه اغتليك الوطني_ كهف بارادلا
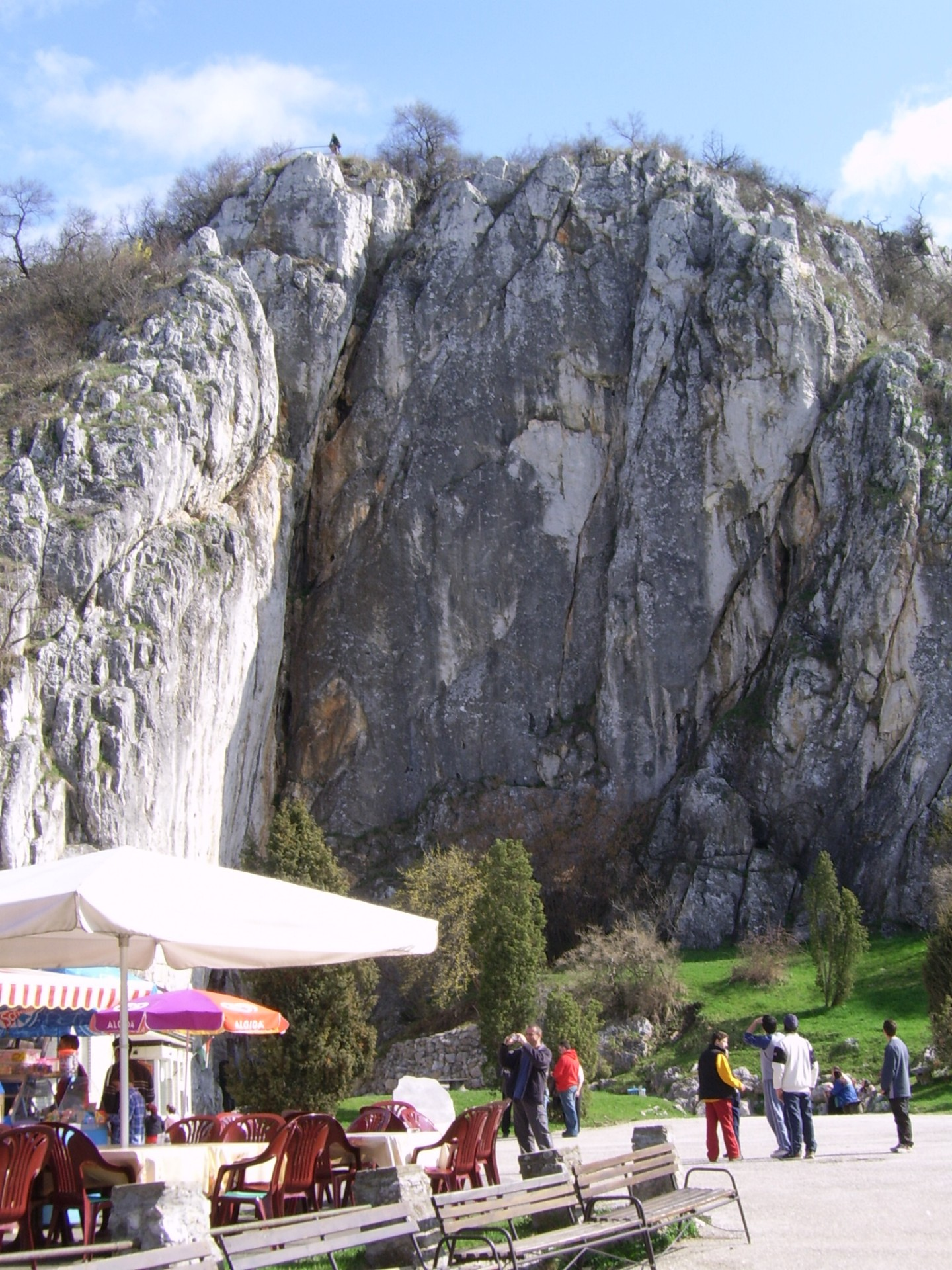
مدخل الكهف
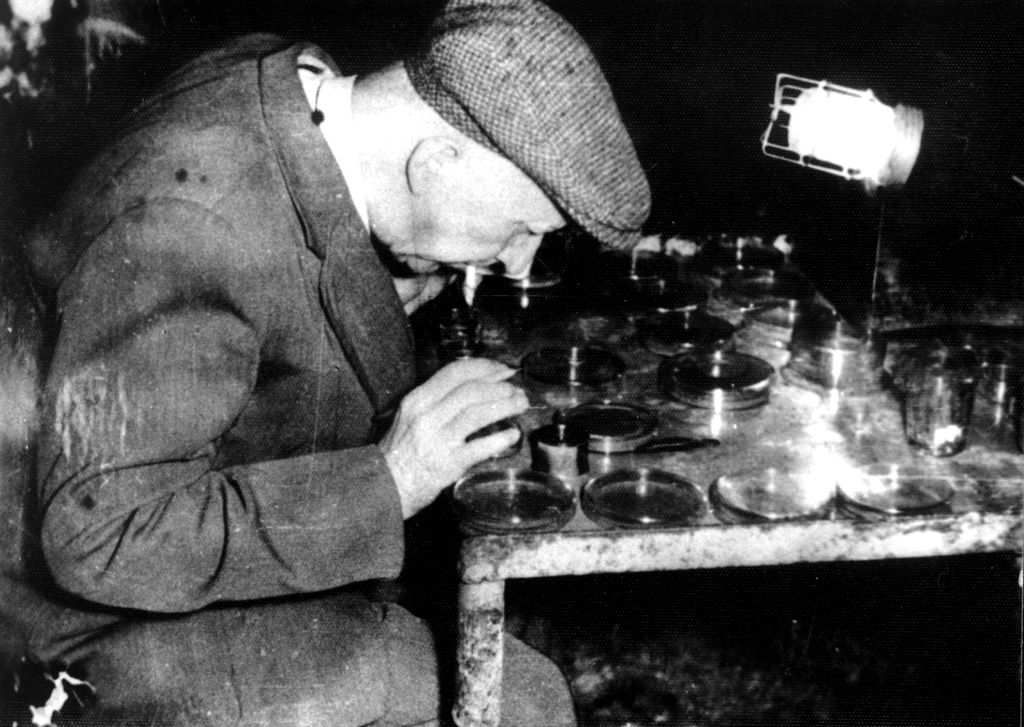
إندري دوديتش (عالم الحيوان) في كهف بارادلا.
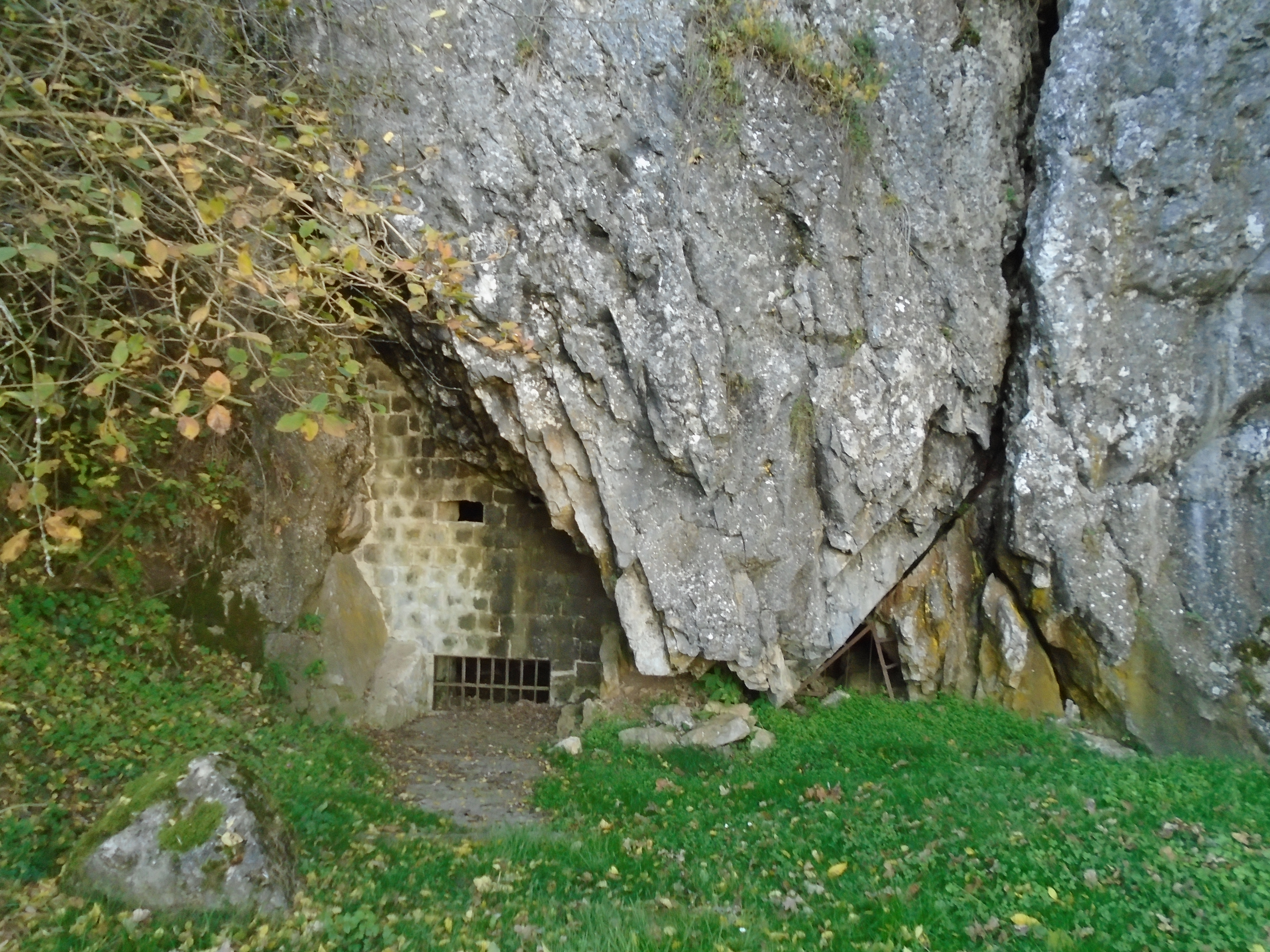
كهف بارادلا
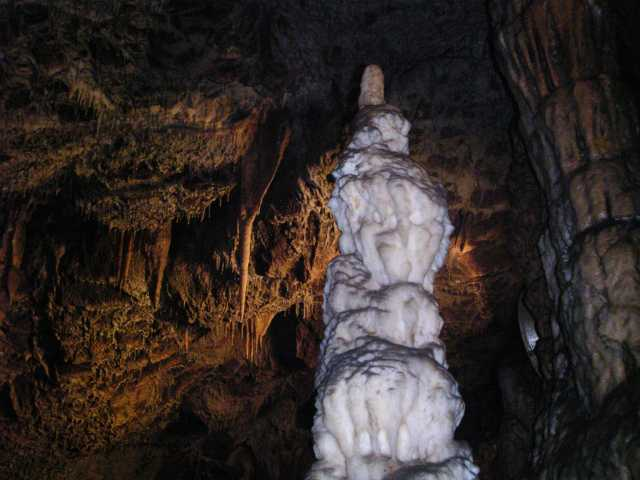
بارادلا جوسفافو